# Sapromyza biscoitoi
Sapromyza biscoitoi är en tvåvingeart som beskrevs av Baez 2001. Sapromyza biscoitoi ingår i släktet Sapromyza och familjen lövflugor. Inga underarter finns listade i Catalogue of Life.